# Gloniopsis praelonga
Gloniopsis praelonga är en svampart som först beskrevs av Ludwig David von Schweinitz, och fick sitt nu gällande namn av Underw. & Earle 1897. Gloniopsis praelonga ingår i släktet Gloniopsis och familjen Hysteriaceae.  Arten är reproducerande i Sverige. Inga underarter finns listade i Catalogue of Life.